# سیارک ۱۶۴۵۲
سیارک ۱۶۴۵۲ (به انگلیسی: 16452 Goldfinger، نامگذاری:1989SE8) شانزده هزار و چهارصد و پنجاه و دومین سیارک کشف شده‌است که در ۲۸ سپتامبر ۱۹۸۹ کشف شد.
قدر مطلق سیارک برابر ۲۵.۷ است.